# Umqi
Umqi fou una província d'Assíria, al nord-oest de la moderna Síria. El 738 aC els assiris es van presentar a Karkemish on fou imposat com a rei Pisiris; tot seguit es va fer l'expedició contra Yaudi-Samal, on el rei arameu Azriyau va acabar deposat vers el 738 aC i un descendent de l'antiga casa reial hitita, Panammuruwa II o Panammu fou posat al tron; el regne va incorporar alguns territoris del veí regne de Gurgum. El rei Tutammu de Patin fou derrotat, la capital Kinalia o Kinalua ocupada, i el rei fet presoner i deposat; el regne va esdevenir la província assíria d'Umqi amb un governador assiri. Entre 720 aC i 713 aC Assíria va annexionar el regne de Samal i el va incorporar a la província d'Umqi. Sam'al (Zindjirli) en fou la capital.